# Olivier Vanneste
Olivier Paul Julius baron Vanneste (Kortrijk, 18 mei 1930 – Brugge, 17 september 2014) was een Belgisch econoom en gouverneur van West-Vlaanderen.

## Hoogtepunt
Vanneste was crisismanager bij de ramp in Zeebrugge met de Herald of Free Enterprise, op de vooravond van 6 maart 1987. Bij deze ramp werden 367 opvarenden gered, maar vielen 193 doden te betreuren. Voor de manier waarop Vanneste de reddingsactie leidde, werd hij door de Britse koningin Elisabeth van Engeland op Buckingham Palace ontvangen en werd hij onderscheiden met de benoeming tot Ridder Commandeur in de Orde van het Britse Rijk.
Op 18 april 2002 werd hij in de erfelijke Belgische adelstand verheven met de persoonlijke titel van baron. Hij nam als wapenspreuk Labore progressum perficere.
Naast de ramp met de Herald of Free Enterprise was hij tijdens zijn ambtsperiode geconfronteerd met twaalf rampen op zee met koopvaardijschepen, die hij in goede banen moest helpen leiden. Uit deze rampen werden heel wat lessen getrokken voor de organisatie van de hulpverlening in noodsituaties, wat leidde tot het uitgebreide 'Rampenplan West-Vlaanderen'.
Hij was ook actief in het helpen tot stand komen van nationale en internationale conventies inzake veiligheid.

## Loopbaan
Vanneste, zoon van de boekbinder Jozef Vanneste en van Simonne Lecluse, promoveerde tot licentiaat in de economische wetenschappen aan de Katholieke Universiteit Leuven. Hij trouwde in 1955 met de apotheker Marie-Claire De Breucker (1930-2025). Ze kregen vier kinderen.
In 1954 publiceerde Vanneste samen met Guido Declercq het boek Structurele werkloosheid in West-Vlaanderen. Dit werk vond ruime weerklank en het theoretische deel werd zelfs in het economische verslag van de Verenigde Naties geciteerd. Voor wat West-Vlaanderen betreft, werd de publicatie als basisplan voor de economische ontwikkeling van de provincie gebruikt.
In 1967 promoveerde Vanneste tot doctor in de economische wetenschappen en behaalde hij diverse wetenschappelijke prijzen met zijn studie over het groeipoolconcept. Later werd hij buitengewoon hoogleraar aan de Katholieke Universiteit Leuven.
Bekendheid verwierf Vanneste vooral als stichter en beheerder-directeur van de West-Vlaamse Economische Raad (WER) en het West-Vlaams Economisch Studiebureau (WES), instellingen die hij 22 jaar leidde. Daarnaast was hij lid van verscheidene nationale commissies zoals voor de hervorming van de staatsinstellingen en de Commissie Verschaeve in verband met de haven van Zeebrugge. Hij werd lid van de raad van bestuur van de Brugse haven. Hij was ook buitengewoon docent aan het Europacollege in Brugge, ondervoorzitter van de raad van bestuur en lid van het uitvoerend bestuur van deze instelling.
Op 28 september 1979 werd Vanneste benoemd tot gouverneur van West-Vlaanderen in opvolging van Leo Vanackere, die na een ambtsperiode van nauwelijks 79 dagen plots was overleden. Hij ontwikkelde in deze functie een merkwaardige activiteit.
Hij was ook van voorzitter van de West-Vlaamse Politieschool en van de West-Vlaamse Brandweerschool.
Na zijn ambtsneerlegging in 1997 werd hij bestuurder van de KBC en van de Katholieke Universiteit Leuven. Hij was ook voorzitter van de Medische Stichting Koningin Elisabeth en bleef beheerder-penningmeester van het Europacollege.
Ook op internationaal vlak was Vanneste actief. Zo werd hij in 1970 in Indonesië betrokken bij de regionalisatie van de vijfjarenplannen. Het WES hield een jarenlange actie vol voor de opleiding van Indonesische ambtenaren in overheidsdienst.

## Publicaties
- (samen met Guido Declercq) Structurele werkloosheid in West-Vlaanderen (1954)
- (samen met Guido Declercq) Kust en hinterland. Proeve van een toeristisch-economische studie (1955)
- De Belgische zeevisserij (1958)
- Het arrondissement Brugge (1961)
- The growth pole concept and the regional economic policy : with an example of application to the Westflemish economy (1971)
- Zeebrugge, een groeipool (1985)
- De Westhoek, een economische evaluatie (1991)
- Verzamelde toespraken, I, 1980-1989 (1990), II, 1990-1996 (1997)
- De Brandweer in West-Vlaanderen (1993)